# Вршани (Биелина)
Вршани (серб. Вршани / Vršani) — посёлок в общине Биелина Республики Сербской Боснии и Герцеговины. Население составляет 684 человека по переписи 2013 года.

## Известные уроженцы
- Мико Шкорич (род. 1953), полковник Армии Республики Сербской, командир 2-й бронетанковой бригады